# Yusufeli (district)
Yusufeli is een Turks district in de provincie Artvin en telt 22.945 inwoners (2007). Het district heeft een oppervlakte van 2270 km². Hoofdplaats is Yusufeli.
De bevolkingsontwikkeling van het district is weergegeven in onderstaande tabel.
| 1997   | 2000   | 2007   |
| ------ | ------ | ------ |
| 30.154 | 29.133 | 22.945 |